# Palmiro Di Dio
Palmiro Di Dio (Benevento, 6 luglio 1985) è un allenatore di calcio ed ex calciatore italiano, di ruolo difensore, vice allenatore del Rapperswil-Jona.

## Biografia
Il 30 maggio 2007 è diventato cittadino onorario di Reggio Calabria.

## Carriera

### Giocatore

#### Club
Dopo aver militato nelle giovanili di Bari, Napoli, Sora e Ternana, nel 2004 si è trasferito in prestito alla Fermana, in Serie C1. Nel 2005 si è trasferito, sempre con la formula del prestito, all'Acireale. Nell'agosto 2006 si è trasferito in compartecipazione alla Reggina, in Serie A. Il debutto in massima serie è avvenuto il 29 ottobre 2006, in Lazio-Reggina (0-0). Con sei presenze ha contribuito alla permanenza in Serie A del club amaranto. Riscattato dalla Ternana, nell'estate 2007 si è trasferito in prestito al Bari. Rientrato alla Ternana al termine della stagione, vi ha militato fino al gennaio 2010, totalizzando 21 presenze e una rete in campionato. Il 31 gennaio 2010 si è trasferito al Foggia. Con il club rossonero ha totalizzato 12 presenze in campionato. Il 27 agosto 2010 ha firmato un contratto biennale con il Lugano, formazione svizzera militante in Challenge League. Nel settembre 2011 si è trasferito al Rapperswil-Jona. Dopo quattro stagioni e mezzo, nel gennaio 2016 si è trasferito al Freienbach, club con cui ha concluso la propria carriera da calciatore nel 2019.

#### Nazionale
Con la Nazionale Under-19 ha disputato il Campionato europeo 2004. Con l'Under-20, invece, ha disputato il Torneo Quattro Nazioni del 2005 e il Mondiale Under-20 2005.

### Allenatore
Nella stagione 2018-2019 ha svolto il ruolo di calciatore-allenatore al Freienbach. Il 3 luglio 2022 è diventato vice allenatore del Rapperswil-Jona.

## Statistiche

### Presenze e reti nei club
| Stagione               | Squadra                | Campionato             | Campionato | Campionato | Coppe nazionali | Coppe nazionali | Coppe nazionali | Coppe continentali | Coppe continentali | Coppe continentali | Altre coppe | Altre coppe | Altre coppe | Totale | Totale |
| Stagione               | Squadra                | Comp                   | Pres       | Reti       | Comp            | Pres            | Reti            | Comp               | Pres               | Reti               | Comp        | Pres        | Reti        | Pres   | Reti   |
| ---------------------- | ---------------------- | ---------------------- | ---------- | ---------- | --------------- | --------------- | --------------- | ------------------ | ------------------ | ------------------ | ----------- | ----------- | ----------- | ------ | ------ |
| 2003-2004              | Ternana                | B                      | 1          | 0          | CI              | 0               | 0               | -                  | -                  | -                  | -           | -           | -           | 1      | 0      |
| 2004-2005              | Fermana                | C1                     | 1          | 0          | CISC            | ?               | ?               | -                  | -                  | -                  | -           | -           | -           | 1+     | 0+     |
| 2005-2006              | Acireale               | C1                     | 24+2       | 1+0        | CI+CISC         | 1+?             | 0+?             | -                  | -                  | -                  | -           | -           | -           | 27+    | 1+     |
| giu.-ago. 2006         | Ternana                | C1                     | 0          | 0          | CI+CISC         | 1+?             | 0+?             | -                  | -                  | -                  | -           | -           | -           | 1+     | 0+     |
| 2006-2007              | Reggina                | A                      | 6          | 0          | CI              | 2               | 1               | -                  | -                  | -                  | -           | -           | -           | 11     | 2      |
| 2007-2008              | Bari                   | B                      | 9          | 1          | CI              | 0               | 0               | -                  | -                  | -                  | -           | -           | -           | 9      | 1      |
| 2008-2009              | Ternana                | LP1                    | 15         | 1          | CILP            | ?               | ?               | -                  | -                  | -                  | -           | -           | -           | 15+    | 1+     |
| 2009-gen. 2010         | Ternana                | LP1                    | 6          | 0          | CI+CILP         | 2+?             | 0+?             | -                  | -                  | -                  | -           | -           | -           | 8+     | 0+     |
| Totale Ternana         | Totale Ternana         | Totale Ternana         | 21         | 1          |                 | 2+              | 0+              |                    | -                  | -                  |             | -           | -           | 23+    | 1+     |
| gen.-giu. 2010         | Foggia                 | LP1                    | 10+2       | 0+0        | CILP            | ?               | ?               | -                  | -                  | -                  | -           | -           | -           | 12+    | 0+     |
| 2010-2011              | Lugano                 | CL                     | 14         | 1          | CS              | 1               | 0               | -                  | -                  | -                  | -           | -           | -           | 15     | 1      |
| 2011-2012              | Rapperswil-Jona        | PL                     | 14         | 1          | CS              | 0               | 0               | -                  | -                  | -                  | -           | -           | -           | 14     | 1      |
| 2012-2013              | Rapperswil-Jona        | PLC                    | 22         | 5          | CS              | 1               | 0               | -                  | -                  | -                  | -           | -           | -           | 23     | 5      |
| 2013-2014              | Rapperswil-Jona        | PLC                    | 22+4       | 1+0        | CS              | 3               | 1               | -                  | -                  | -                  | -           | -           | -           | 29     | 2      |
| 2014-2015              | Rapperswil-Jona        | PL                     | 23         | 4          | CS              | 0               | 0               | -                  | -                  | -                  | -           | -           | -           | 23     | 4      |
| 2015-gen. 2016         | Rapperswil-Jona        | PL                     | 0          | 0          | CS              | 0               | 0               | -                  | -                  | -                  | -           | -           | -           | 0      | 0      |
| Totale Rapperswil-Jona | Totale Rapperswil-Jona | Totale Rapperswil-Jona | 85         | 11         |                 | 4               | 1               |                    | -                  | -                  |             | -           | -           | 89     | 12     |
| gen.-giu. 2016         | Freienbach             | SLI                    | 11         | 3          | CS              | 0               | 0               | -                  | -                  | -                  | -           | -           | -           | 11     | 3      |
| 2016-2017              | Freienbach             | SLI                    | 23         | 3          | CS              | 1               | 0               | -                  | -                  | -                  | -           | -           | -           | 24     | 3      |
| 2017-2018              | Freienbach             | SLI                    | 16         | 2          | CS              | 2               | 1               | -                  | -                  | -                  | -           | -           | -           | 18     | 3      |
| 2018-2019              | Freienbach             | SLI                    | 5          | 1          | CS              | 1               | 0               | -                  | -                  | -                  | -           | -           | -           | 6      | 1      |
| Totale Freienbach      | Totale Freienbach      | Totale Freienbach      | 55         | 9          |                 | 5               | 1               |                    | -                  | -                  |             | -           | -           | 60     | 10     |
| Totale carriera        | Totale carriera        | Totale carriera        | 230        | 24         |                 | 16+             | 3+              |                    | -                  | -                  |             | -           | -           | 246+   | 27+    |